# Zapovednik Bolsjaja Koksjaga
Zapovednik Bolsjaja Koksjaga (Russisch: Государственный природный заповедник Большая Кокшага; Mari: Кугу Какшан кугыжаныш пӱртӱс заповедник) is een strikt natuurreservaat gelegen in de Russische deelrepubliek Mari El, circa 30 kilometer ten westen van de regionale hoofdstad Josjkar-Ola. De oprichting tot zapovednik vond plaats op 14 maart 1993 per decreet (№ 220/1993) van de regering van de Russische Federatie. Het reservaat heeft een oppervlakte van 214,28 km². Ook werd er een bufferzone van 132 km² ingesteld.

## Kenmerken
Zapovednik Bolsjaja Koksjaga ligt op de overgangszone van de zuidelijke taiga en de gematigde bossen langs de middenloop van de Bolsjaja Koksjaga, een linkerzijrivier van de Wolga. Langs de uiterwaarden van de rivier bevinden zich weelderige eikenbossen, met zomereiken (Quercus robur) van een variëteit aan leeftijden. Het reservaat bestaat voor 95% uit bos, waarin dennenbestanden het meest dominant zijn. Grove dennen (Pinus sylvestris) groeien hier in zowel droge als natte omstandigheden. Andere veelvoorkomende boomsoorten zijn de fijnspar (Picea abies), ratelpopulier (Populus tremula), winterlinde (Tilia cordata) en verschillende soorten berken (Betula).

## Dierenwereld
In het reservaat zijn 51 soorten zoogdieren, 183 vogels, zes reptielen en elf amfibieën vastgesteld. Het reservaat kent onder andere een relatief hoge dichtheid aan bruine beren (Ursus arctos). Daarnaast leven er onder meer ook elanden (Alces alces), wilde zwijnen (Sus scrofa), Siberische grondeekhoorns (Tamias sibiricus) en bevers (Castor fiber). Onder de vogels bevinden zich soorten als auerhoen (Tetrao urogallus), korhoen (Lyrurus tetrix), hazelhoen (Tetrastes bonasia), kraanvogel (Grus grus), laplanduil (Strix nebulosa) en draaihals (Jynx torquilla).